# بيرتل فوكس
بيرتل فوكس (بالإنجليزية: Bertil Fox)‏ هو لاعب كمال أجسام بريطاني، ولد في 9 نوفمبر 1951 في سانت كيتس في سانت كيتس ونيفيس.